# Giro de los Apeninos 2018
La 79.ª edición de la clásica ciclista Giro de los Apeninos (llamado oficialmente: Giro dell'Appennino) fue una carrera en Italia que se celebró el 22 de abril de 2018 sobre un recorrido de 194,8 kilómetros con inicio en la ciudad de Serravalle Scrivia y final en la ciudad de Génova.
La carrera hizo parte del UCI Europe Tour 2018, dentro de la categoría 1.1
La carrera fue ganada por el corredor italiano Giulio Ciccone del equipo Bardiani CSF, en segundo lugar Amaro Antunes (CCC Sprandi Polkowice) y en tercer lugar Fausto Masnada (Androni Giocattoli-Sidermec).

## Equipos participantes
Tomaron parte en la carrera 21 equipos: 8 de categoría Profesional Continental; 12 de categoría Continental y la selección nacional de Italia. Formando así un pelotón de 154 ciclistas de los que acabaron 90. Los equipos participantes fueron:
| Equipos continentales profesionales (8)- Androni Giocattoli-Sidermec - Bardiani CSF - Nippo-Vini Fantini-Europa Ovini - Wilier Triestina-Selle Italia - CCC Sprandi Polkowice - Delko-Marseille Provence-KTM - Euskadi Basque Country-Murias - Gazprom-RusVelo Equipos continentales (12)- Biesse Carrera Gavardo - D'Amico-Utensilnord - Dimension Data-Qhubeka - Sangemini-MG.Kvis - Amore & Vita-Prodir - Sovac-Natura4Ever - Felbermayr Simplon Wels - Vorarlberg-Santic - Team Sauerland NRW p/b SKS GERMANY - Astana City - MsTina-Focus - Project Nice Cote d’Azur Equipo nacional- Italia |
| |

## Clasificación final
- Las clasificaciones finalizaron de la siguiente forma:[4]

| \| Clasificación general \| Clasificación general \| Clasificación general \| Clasificación general \| Clasificación general \| \| Ciclista \| Ciclista \| Equipo \| Tiempo \| \| \| --------------------- \| --------------------- \| ------------------------------- \| --------------------- \| --------------------- \| \| 1.º \| Giulio Ciccone \| Bardiani CSF \| 4 h 52 min 54 s \| \| \| 2.º \| Amaro Antunes \| CCC Sprandi Polkowice \| + 0 s \| \| \| 3.º \| Fausto Masnada \| Androni Giocattoli-Sidermec \| + 0 s \| \| \| 4.º \| Francesco Gavazzi \| Androni Giocattoli-Sidermec \| + 2 min 06 s \| \| \| 5.º \| Davide Ballerini \| Androni Giocattoli-Sidermec \| + 2 min 06 s \| \| \| 6.º \| Marco Canola \| Nippo-Vini Fantini-Europa Ovini \| + 2 min 06 s \| \| \| 7.º \| Paolo Totò \| Sangemini-MG.Kvis-Vega \| + 2 min 06 s \| \| \| 8.º \| Simone Andreetta \| Bardiani CSF \| + 2 min 06 s \| \| \| 9.º \| Alex Turrin \| Wilier Triestina-Selle Italia \| + 2 min 06 s \| \| \| 10.º \| Roland Thalmann \| Team Vorarlberg-Santic \| + 2 min 06 s \| \| |                   |                                 |                 |
| |                   |                                 |                 |
| Fuente: ProCyclingStats |                   |                                 |                 |
| Clasificación general |                   |                                 |                 |
| Ciclista | Ciclista          | Equipo                          | Tiempo          |
| 1.º | Giulio Ciccone    | Bardiani CSF                    | 4 h 52 min 54 s |
| 2.º | Amaro Antunes     | CCC Sprandi Polkowice           | + 0 s           |
| 3.º | Fausto Masnada    | Androni Giocattoli-Sidermec     | + 0 s           |
| 4.º | Francesco Gavazzi | Androni Giocattoli-Sidermec     | + 2 min 06 s    |
| 5.º | Davide Ballerini  | Androni Giocattoli-Sidermec     | + 2 min 06 s    |
| 6.º | Marco Canola      | Nippo-Vini Fantini-Europa Ovini | + 2 min 06 s    |
| 7.º | Paolo Totò        | Sangemini-MG.Kvis-Vega          | + 2 min 06 s    |
| 8.º | Simone Andreetta  | Bardiani CSF                    | + 2 min 06 s    |
| 9.º | Alex Turrin       | Wilier Triestina-Selle Italia   | + 2 min 06 s    |
| 10.º | Roland Thalmann   | Team Vorarlberg-Santic          | + 2 min 06 s    |

## UCI World Ranking
El Giro de los Apeninos otorga puntos para el UCI Europe Tour 2018 y el UCI World Ranking, este último para corredores de los equipos en las categorías UCI WorldTeam, Profesional Continental y Equipos Continentales. Las siguientes tablas muestran el baremo de puntuación y los 10 corredores que obtuvieron más puntos:
| Posición              | 1.ª | 2.ª | 3.ª | 4.ª | 5.ª | 6.ª | 7.ª | 8.ª | 9.ª | 10.ª | 11.ª | 12.ª | 13.ª-15.ª | 16.ª-25.ª |
| Clasificación general | 125 | 85  | 70  | 60  | 50  | 40  | 35  | 30  | 25  | 20   | 15   | 10   | 5         | 3         |

| 1.º  | Giulio Ciccone    | Bardiani-CSF                    | 125 |
| 2.º  | Amaro Antunes     | CCC Sprandi Polkowice           | 85  |
| 3.º  | Fausto Masnada    | Androni Giocattoli-Sidermec     | 70  |
| 4.º  | Francesco Gavazzi | Androni Giocattoli-Sidermec     | 60  |
| 5.º  | Davide Ballerini  | Androni Giocattoli-Sidermec     | 50  |
| 6.º  | Marco Canola      | Nippo-Vini Fantini-Europa Ovini | 40  |
| 7.º  | Paolo Totò        | Sangemini-MG.Kvis-Vega          | 35  |
| 8.º  | Simone Andreetta  | Bardiani-CSF                    | 30  |
| 9.º  | Alex Turrin       | Wilier Triestina-Selle Italia   | 25  |
| 10.º | Roland Thalmann   | Vorarlberg-Santic               | 20  |